# 統計法
統計法（とうけいほう、平成19年5月23日法律第53号）は、公的統計の作成および提供に関し基本となる事項を定めることにより、公的統計の体系的かつ効率的な整備およびその有用性の確保を図り、国民経済の健全な発展および国民生活の向上に寄与することに関する日本の法律である。
この公的統計とは、国の行政機関・地方公共団体などが作成する統計である。統計調査により作成される統計（調査統計）のほか、業務データを集計することにより作成される統計（いわゆる「業務統計」）や他の統計を加工することにより作成される統計（加工統計）も公的統計に該当する。
現行法は、1947年（昭和22年）3月26日に公布された統計法（昭和22年法律第18号）を全面改正して2007年5月23日に公布したもの。改正の前後を区別するため「旧統計法」「新統計法」と呼ぶことがある。

## 主務官庁
- 総務省統計局総務課

## 旧統計法
旧統計法 は1947年に成立した。その後、統計調査の重複を避けることなどを目的として1952年に成立した統計報告調整法とともに、日本の統計制度を半世紀以上にわたって規定した。
この旧統計法下の統計制度とその問題については、「日本の公的統計制度の歴史#旧統計法下の統計制度」を参照。

## 改正の流れ
骨太の方針などで経済社会の実態を的確に捉えるための統計制度改革が提言されたことを受け、経済社会統計整備推進委員会、及び統計制度改革検討委員会の報告を経て作成された「統計法案」が、内閣から第166回国会に提出された（2007年2月13日）。国会での審議を経て、同年5月16日に成立。改正法の附則第2条により、統計報告調整法は廃止された。
新統計法は2009年4月1日に施行。ただし第1章（総則）、第5章（統計委員会）、国民経済計算（第6条）、事業所母集団データベース（第27条）、統計基準（第28条）、匿名データ（第35条）に関する事項はこの限りでない（附則第1条）。
この全部改正以降、統計法は5回改正されている。
1. 2008年（平成20年）地方法人特別税等に関する暫定措置法[6] による改正。
2. 2015年（平成27年）内閣の重要政策に関する総合調整等に関する機能の強化のための国家行政組織法等の一部を改正する法律[7] による改正。統計委員会を内閣府から総務省に移動（第44条）。
3. 2018年（平成30年）統計法及び独立行政法人統計センター法の一部を改正する法律[8] による改正。統計委員会の所掌事務と構成を明確化（第5章）。調査票情報の利用に関して、提供条件を新設（第33条の2）するとともに、利用成果の公表などに関する規定を追加（第33条）。
4. 2021年（令和3年）デジタル社会の形成を図るための関係法律の整備に関する法律[9] による改正。個人情報保護に関する法制の整備にあわせて、関連条文（第52条）を改正。
5. 2022年（令和4年）刑法等の一部を改正する法律の施行に伴う関係法律の整理等に関する法律[10] による改正。同年の刑法改正[11] で懲役刑が廃止されて拘禁刑が創設されたことにあわせ、罰則関係の条文を変更。2025年6月1日施行[12]。

## 新統計法
以下の記述は、2025年6月現在の法律に基づく。

### 概要
「公的統計の体系的かつ効率的な整備及びその有用性の確保を図り、もって国民経済の健全な発展及び国民生活の向上に寄与すること」(第1条) を目的とする。そのための基本理念として、公的統計の体系的整備を行政機関等の相互協力と役割分担の下に成し遂げること、公的統計作成において中立性と信頼性を確保すること、公的統計を国民が容易に入手して効果的に利用できるよう提供すること、公的統計作成に用いた個人や法人その他の団体に関する秘密を保護することを謳っている（第3条）。具体的な制度として、つぎのような事項に関する規定を置いている。
- 公的統計の整備に関する基本的な計画 (「基本計画」と略称)
- 基幹統計、基幹統計調査、一般統計調査
- 地方公共団体・独立行政法人の統計調査
- 統計に関する情報の政府内利用
- 調査票情報等の二次利用
- 情報の保護
- 統計委員会
- 罰則

### 用語
つぎの用語について、第2条で定義を示している。（以下の説明の文章は条文どおりでないので注意。）
行政機関
内閣に置かれる機関、内閣の所轄の下に置かれる機関、宮内庁、内閣府設置法または国家行政組織法が規定する機関。
独立行政法人等
独立行政法人のほか、法律により直接に設立された法人、特別の法律により特別の設立行為をもって設立された法人、特別の法律により設立され、かつ、その設立に関し行政庁の認可を要する法人のうち、政令で定めるもの。
公的統計
行政機関、地方公共団体、独立行政法人等（以下「行政機関等」という）が作成する統計
基幹統計
国勢統計、国民経済計算のほか、総務大臣が一定の条件に該当するとして指定する統計
統計調査
行政機関等が、統計の作成を目的として、個人または法人その他の団体に対し、事実の報告を求める調査。ただし、次に掲げるものを除く: (1) 行政機関等がその内部において行うもの, (2) この法律及びこれに基づく命令以外の法律又は政令において、行政機関等に対し、報告を求めることが規定されているもの, (3) 政令で定める行政機関等が政令で定める事務に関して行うもの
基幹統計調査
基幹統計の作成を目的とする統計調査。
一般統計調査
行政機関が行う統計調査のうち基幹統計調査以外のもの。
事業所母集団データベース
事業所に関する情報を、電子計算機で検索できるように体系的に構成したもの。
統計基準
公的統計の統一性または総合性を確保するための技術的な基準。
行政記録情報
行政機関の職員が職務上作成／取得した情報であって、当該行政機関の職員が組織的に利用するものとして当該行政機関が保有しているもののうち、行政文書に記録されているもの。ただし、調査票情報、事業所母集団データベースに記録されている情報、匿名データを除く。
調査票情報
統計調査で集めた情報のうち、文書、図画または電磁的記録に記録されているもの。
匿名データ
一般の利用に供することを目的として、調査票情報を、特定の個人または法人その他の団体の識別（他の情報との照合による識別を含む）ができないように加工したもの。

なお、「統計」が何を指すかについての定義は、法律中にはない。この点は旧統計法とおなじ(p117) である。

### 基本計画
公的統計を体系的・効率的に整備するため、公的統計の整備に関する基本的な計画（おおむね5年にわたる具体的な取組の工程表）を作成することが定められている（第4条）。この基本計画は、統計委員会の調査審議やパブリックコメントなどを経て、閣議により決定することとなっている。

### 基幹統計
基幹統計とは、国勢統計、国民経済計算のほか、行政機関が作成し、又は作成すべき統計であって、
1. 全国的な政策を企画立案し、又はこれを実施する上において特に重要な統計
2. 民間における意思決定又は研究活動のために広く利用されると見込まれる統計
3. 国際条約又は国際機関が作成する計画において作成が求められている統計その他国際比較を行う上において特に重要な統計

のいずれかに該当するものとして総務大臣が指定するものである（第2条）。総務大臣は、基幹統計を指定しようとするときは、あらかじめ、当該行政機関の長に協議するとともに、統計委員会の意見を聴かなければならない（第7条）。
なお、国勢調査の実施と国勢統計の作成（第5条）、国民経済計算の作成（第6条）については特に法律中に直接の規定を置いている。

### 統計調査
行政機関が基幹統計を作成するための調査（基幹統計調査）を行うには、あらかじめ総務大臣の承認を受けなければならない。総務大臣は統計委員会の意見を聴き、申請の内容が目的に照らして必要十分であり、統計技術的に合理的かつ妥当であり、他の基幹統計調査との間に非合理な重複がないと認めるときは承認をしなければならない。（第9条、第10条）
基幹統計調査のために報告を求められた者は、これを拒み、又は虚偽の報告をしてはならない（第13条）。また、何人も、基幹統計調査と誤認させるような表示・説明によって、個人又は法人その他の団体の情報を取得（いわゆる「かたり調査」）してはならない（第17条）。これらに違反した場合については、罰則の規定がある（第57条、第61条）。
行政機関が基幹統計調査以外の統計調査（一般統計調査）を行う場合も、あらかじめ総務大臣の承認を受ける必要がある（第19条）。総務大臣は統計技術的な合理性・妥当性と、他の統計調査との重複に関して審査をおこない、問題がなければ承認しなければならない（第20条）が、その際統計委員会の意見を聴く必要はない。
地方公共団体や独立行政法人等のうち、政令（統計法施行令 第7条、第8条）で定めるものが統計調査を行う場合 には、総務大臣に届け出なければならない（第24条、第25条）。これらに該当する団体・法人として指定されているのは、都道府県、地方自治法第252条の19第1項に基づく政令指定都市、日本銀行である。
統計調査で利用するための統計基準（第28条）や事業所母集団データベース（第27条）の整備、業務統計・加工統計（第26条）や行政記録情報等の利用（第29-31条）による統計作成についても規定がある。

### 二次利用
公的統計を広く一般に利用可能とするため、調査情報の二次利用に関する規定が設けられている。具体的には、個人を識別できないように加工した匿名データの作成と大学や研究機関等によるその利用 (第35条および第36条)、「委託による統計の作成」(いわゆるオーダーメード集計: 第34条)、匿名化のじゅうぶんでないために個人を識別できる可能性のある調査票情報を提供 (第33条および第33条の2) という3種類の手続きがある。

### 情報の保護
統計法に基づく統計調査で収集する調査票情報については、個人情報の保護に関する法律（平成15年法律第57号） は適用しない（第52条）。そのかわり、これらの情報をあつかう行政機関、地方公共団体、独立行政法人等とそれらの職員、それらの機関から委託を受けて情報をあつかう者、調査票情報または匿名データの提供を受ける者には、情報の適正な管理と秘密漏洩の防止が義務づけられる（第39-43条）。統計作成のために収集する行政記録情報や、事業所母集団データベース記載の情報についても同様である。

### 統計委員会
総務省に統計委員会を置く（第44条）。同委員会の所掌する事務は次のとおりである（第45条）。
- 統計及び統計制度の発達及び改善に関する基本的事項について、総務大臣の諮問に応じて調査審議する。また、それらの事項に関して、総務大臣に意見を述べる。
- 公的統計の整備に関する基本的な計画の案の作成と変更、基幹統計の指定・変更・解除、基幹統計調査の承認・変更・中止、基幹統計作成のための協力を行政機関等に求めること、統計基準の設定等について総務大臣に意見を述べる。
- 公的統計の整備に関する施策の総合的かつ計画的な推進を図るため、総務大臣又は総務大臣を通じて関係行政機関の長に勧告を行う。
- 国民経済計算の作成基準について、内閣総理大臣に意見を述べる。
- 基幹統計調査に係る匿名データを作成する行政機関の長に意見を述べる。
- 統計法の施行の状況についての報告に対して、この法律の施行に関し、総務大臣又は関係行政機関の長に対し、意見を述べる。
- そのほか、統計法の規定によりその権限に属させられた事項。

統計委員会の委員は13人以内（第46条）。その互選により、委員長を選ぶ（第49条）。委員のほかに、特別の事項を調査審議させるための臨時委員、専門の事項を調査させるための専門委員を置くことができる（第46条）。これらは、学識経験のある者のうちから、内閣総理大臣が任命する（第47条）。いずれも非常勤である。委員の任期は2年（再任可）。臨時委員・専門委員は、当該事項に関する調査等の終了時に解任される（第48条）。
統計委員会には、総務省及び関係行政機関の職員のうちから内閣総理大臣が任命した幹事が置かれる。幹事は、委員会の所掌事務について、委員、臨時委員及び専門委員を補佐する（第49条の2）。

### 罰則
統計調査に係る情報の騙取や漏洩、調査への回答の拒否や妨害、統計作成過程での捏造や改竄による統計の真実性の侵害、匿名データの漏洩や不正流用については、拘禁刑を含む罰則がある (第57-61条)。